# Saint-Laurent-de-Jourdes
Saint-Laurent-de-Jourdes é uma comuna francesa na região administrativa da Nova Aquitânia, no departamento de Vienne. Estende-se por uma área de 17,96 km². Em 2010 a comuna tinha 199 habitantes (densidade: 11,1 hab./km²).